# Heart of Lions FC
Heart of Lions Football Club w skrócie Heart of Lions FC – ghański klub piłkarski grający w drugiej, a niegdyś w pierwszej lidze ghańskiej, mający siedzibę w mieście Kpandu.

## Występy w afrykańskich pucharach
| Sezon | Rozgrywki           | Runda   | Kraj         | Klub                    | Dom | Wyjazd | Dwumecz |
| ----- | ------------------- | ------- | ------------ | ----------------------- | --- | ------ | ------- |
| 2005  | Puchar Konfederacji | wstępna | Mauretania   | ASAC Concorde           | –   | –      | –       |
| 2005  | Puchar Konfederacji | wstępna | Burkina Faso | Étoile Filante Wagadugu | 3–2 | 0–2    | 3–4     |

## Stadion
Domowe mecze klub rozgrywa na stadionie o nazwie Kpandu Stadium w Kpandu, który może pomieścić 5000 widzów.